# هانز نيمان
هانز نيمان (مواليد 20 يونيو 2003) هو أستاذ كبير أمريكي في الشطرنج، حصل على لقب أستاذ كبير من قبل الاتحاد الدولي للشطرنج في 22 يناير 2021.